# Piotr Myszkowski
Piotr Myszkowski (Przeciszów, ca. 1505 - Krakau, 5 april 1591) was de 49e bisschop van Krakau, bisschop van Płock, secretaris van de Kroon, vice-kanselier van de Kroon en diplomaat.

## Biografie
Piotr Myszkowski was een telg van de Poolse heraldische clan Jastrzębiec. Hij studeerde in Krakau en Padua.
Als bisschop kocht hij drie steden, 78 dorpen en drie kastelen (Bobolice, Książ Wielki en Mirów). Zo verkocht de familie Oleśnicki in 1586 het stadje Pińczów aan Myszkowski, die de katholieke macht daar herstelde. Hij schonk de Kerk van Johannes de Doper in Pińczów en het nabijgelegen convent aan de broeders van Orde van Paulus de Heremiet. Een jaar later bekeerde hij zijn neef Sigismund Myszkowski, toen een calvinist, naar het katholicisme. Dat jaar stichtte hij de Heilige Maria kerk in Mirów.
Myszkowski was een patroon voor de kunsten en het renaissance-humanisme. Hij was ook politiek actief. Zo was hij instrumenteel in het verkiezen van Hendrik III van Frankrijk tot koning van Polen en grootvorst van Litouwen en Keizer Maximiliaan II tot koning van Polen in 1575. Hij nam deel aan het congres van Stężyca in 1575.
Piotr Myszkowski stierf op 5 april 1591. De drie-daagse begrafenis-ceremonie werd in de Dominicanenkerk op de "nieuwe manier" gehouden. Deze 'Romeinse' ceremonie was niet eerder in Polen gezien. De bisschop zou bijgezet worden in de Myszkowski-kapel, die in 1614 voltooid werd.

## Galerij

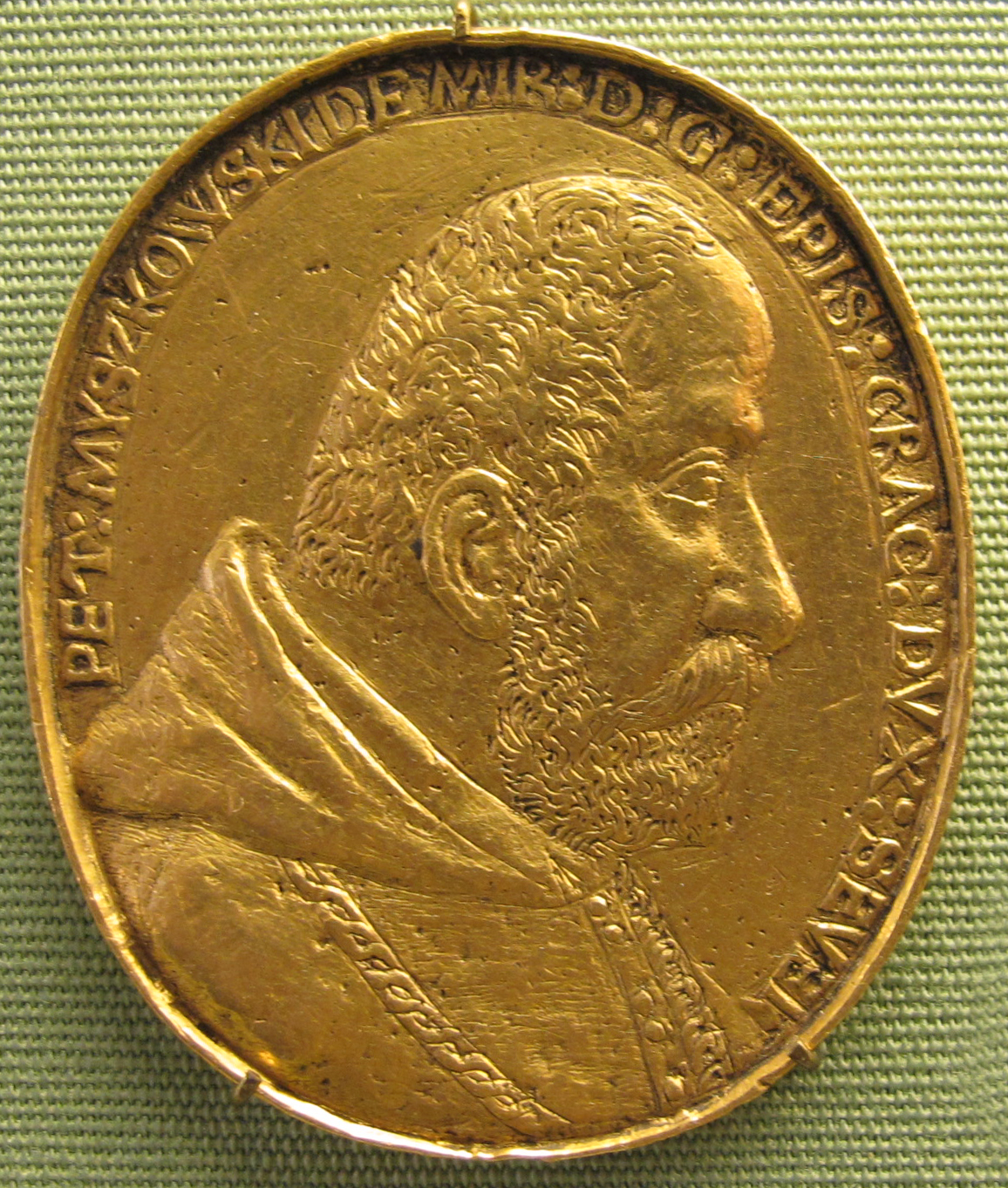
Medallion met portret van Piotr Myszkowski.

- Gemeinsame Normdatei: 132572176
- International Standard Name Identifier: 0000 0001 1970 8090
- Nationale Bibliotheek van Tsjechië: uk2013753535
- LIBRIS: 368425
- Virtual International Authority File: 38082391